# Glenn Branca
Glenn Branca (Harrisburg, 6 de outubro de 1948 – Nova Iorque, 13 de maio de 2018) foi um compositor de vanguarda para guitarra elétrica, conhecido por suas peças musicais com volumes e ajustes alternativos da guitarra, uso extensivo de pedal, droning e séries harmônicas elaboradas.

## Biografia

### Vida e carreira
Branca começou a tocar guitarra aos 15 anos. Ele também criou algumas fitas com peças sonoras usando colagens de sons para sua própria diversão. Depois de estudar no York College, em 1966-1967, começou a banda cover de vida curta The Crystal Ship com Al Whiteside e Speece Dave, no verão de 1967. Branca estudou teatro no Emerson College em Boston no início dos anos 1970. Em 1973 ele se mudou de Boston para Londres com sua então namorada inglesa Meg. Depois de voltar para Boston, em 1974, ele conheceu o músico John Rehberger. E, começou a fazer experiências com o som como o fundador de um grupo de teatro experimental chamado Bastard Theater em 1975.
Trabalhando em loft na Massachusetts Avenue, Branca escreveu e produziu a música e a peça de teatro "Anthropophagoi" para uma temporada de duas semanas. A atuação do ator John Keiser foi escolhido pelo The Boston Phoenix como um dos melhores desempenhos do ano. Em 1976, a produção a segunda produção do Bastard Theater foi "What Actually Happened" ("O que realmente aconteceu") em um loft novo na Central Square, Cambridge e, mais tarde na Boston Arts Group. Considerandos não-convencionais e, por vezes, produções de natureza conflituosa, as pelas ainda receberam críticas interessadas da Phoenix e The Boston Globe. Todas as músicas das produções do Bastard Theater eram composições originais de Branca ou Rehberger e foram tocadas ao vivo pelos atores e músicos.
Ele se mudou para Nova York em 1976. Seu primeiro contato com a cena musical local foi com a Dodo N. Band que assistiu muitas vezes em seu espaço de ensaios - "Gegenschein Vaudeville Placenter". Este é o lugar onde ele conheceu Jeffrey Lohn, que estava tocando violino elétrico com o Dodo N. Band. Ele então formou duas bandas no final de 1970: Theoretical Girls, em 1977, com o compositor e guitarrista Jeffrey Lohn, e mais tarde The Static. Se apresentou com Guitar Rhys Chatham's Trio, em 1977, uma experiência de música noise, muito importante no desenvolvimento de sua voz de composição (Branca, 1979).
No início de 1980, ele compôs várias peças de curta duração para grupos de guitarra elétrica, incluindo The Ascension (1981) e Indeterminate Activity of Resultant Masses (1981). Logo depois ele começou a compor sinfonias para orquestra de guitarras e percussão, utilizando cacofonia, droning, música industrial, e matemática avançada, como bases de composição.
Em setembro de 1996, The Glenn Branca Ensemble tocou na cerimônia de abertura do Festival de Aarhus, na Dinamarca. Na platéia estavam a rainha da Dinamarca, o prefeito de Aarhus e outros dignitários. Depois de receber mais de 25 comissões importantes da música desde 1981 Branca, finalmente começou a receber atenção acadêmica. Alguns estudiosos, o mais proeminente Kyle Gann (e Rhys Chatham), passaram a considerá-lo um autentico membro da escola totalista do pós-minimalismo.
Em 2008, ele foi premiado com uma bolsa da Fundação de Arte Contemporânea, bem como uma bolsa de subvenção em 1983, um prêmio do The National Endowment for the Arts em 1988 e uma subvenção NYSCA em 1998, todos para a composição da música.
No dia 14 de maio de 2018, sua esposa e parceira musical Reg Bloor anunciou por meio do Facebook o falecimento de Branca na noite do dia 13 de maio, vítima de um câncer de garganta.

## Discografia
1. Lesson No. 1 (99 Records, 1980)
2. The Ascension (99 Records, 1981)
3. Indeterminate Activity of Resultant Masses, (Atavistic, 1981/2007)
4. Bad Smells from Who Are You Staring At? with John Giorno (GPS, 1982)
5. Chicago 82 - A Dip In The Lake (Crepuscule, 1983)
6. Symphony No.3 (Gloria) (Atavistic, 1983)
7. Symphony No.1 (Tonal Plexus) (ROIR, 1983)
8. The Belly of an Architect (Crepuscule, 1987)
9. Symphony No.6 (Devil Choirs At The Gates Of Heaven) (Atavistic, 1989)
10. Symphony No.2 (The Peak of the Sacred) (Atavistic, 1992)
11. The World Upside Down (Crepuscule, 1992)
12. The Mysteries (Symphonies Nos.8 & 10) (Atavistic, 1994)
13. Les Honneurs Du Pied from Century XXI USA 2-Electric/Acoustic (various) (New Tone, 1994)
14. Symphony No.9 (l'eve future) (Point, 1995)
15. Faspeedelaybop from Just Another Asshole (various) (Atavistic, 1995)
16. Songs '77-'79 (Atavistic, 1996)
17. Symphony No.5 (Describing Planes Of An Expanding Hypersphere) (Atavistic, 1999)
18. Empty Blue (In Between, 2000)
19. Movement Within from Renegade Heaven by Bang On A Can (Cantaloupe, 2000)
20. The Mothman Prophecies [Soundtrack] (contributed 1-minute "Collage")(Lakeshore Records, 2002)
21. The Ascension: The Sequel (Systems Neutralizers, 2010)